# Al-Ahram
Al-Ahram (en árabe: الأهرام, "Las Pirámides") es el diario de mayor circulación en Egipto. Fundado en 1875, es el segundo más antiguo después de Al-Waqe'a Al-Masreya ("Los eventos egipcios", fundado en 1828). El Gobierno egipcio es el propietario del periódico.
Por su liderazgo en el panorama mediático de un país tradicionalmente productor y exportador de contenidos para sus vecinos, se considera que Al-Ahram ha jugado un papel esencial en la construcción del dialecto egipcio, hoy ampliamente comprendido en gran parte del mundo árabe. En 1950, el Middle East Institute describió a Al-Ahram como el equivalente para el público árabe "desde Tripolitania hasta el Eúfrates" a "lo que es The Times para los ingleses y The New York Times para los estadounidenses". 

## Historia

### Inicios y consolidación (1875-1952)
Al-Ahram fue fundado en 1875 por los hermanos Beshara y Saleem Taqla, dos jóvenes libaneses que, eludiendo la censura del Imperio Otomano, se habían establecido en Alejandría. En sus inicios,  Al-Ahram era un semanario que se publicaba cada sábado, pero en 1881, cinco años después de su fundación, los hermanos Taqla lo convirtieron en un diario. El mayor de los hermanos, Saleem, ocupó la dirección de Al-Ahram hasta su muerte, en 1892. Entonces, el periódico ya había alcanzado notoriedad entre el público egipcio, a pesar de ser obra de dos extranjeros cristianos en un país predominantemente musulmán. Los teólogos Muhammad Abduh y Jamal al-Din al-Afghani estuvieron entre los primeros escritores del periódico. En noviembre de 1899, la sede de Al-Ahram se trasladó a El Cairo. Inicialmente, se mantuvieron las ediciones de El Cairo y Alejandría, pero pronto pasó a ser una sola edición, la de la nueva sede. 
Tras la muerte en 1901 del hermano menor, Beshara, Daud Barakat, un periodista libanés, amigo de la familia, fue nombrado director del diario. Instruido desde la cuna para llevar el negocio familiar, no fue hasta 1908 cuando Gabriel Taqla, hijo de Beshara, se convirtió en el responsable de lo que ya era un influyente periódico. Durante su etapa al frente de Al-Ahram, Gabriel puso en marcha importantes innovaciones para la prensa árabe del momento, como la introducción de imágenes en las páginas, el uso de linotipias o el establecimiento de corresponsalías propias en el extranjero: “Su prestigio es tan elevado entre los árabes cultos de Bagdad, Damasco, Londres o Washington, como en el propio Cairo”. La tirada pasó de 12.000 a 45.000 ejemplares, alcanzando las 50.000 copias en 1937 y el doble diez años más tarde, y la plantilla del periódico alcanzó las 350 personas.
En un Egipto donde ya era una práctica aceptada que los partidos políticos comprasen publicaciones, Al-Ahram consiguió, además, eludir su identificación con alguna de las principales facciones. En sus páginas tenían visibilidad todos los líderes políticos, tanto del gobierno como de la oposición, y se realizaban críticas, aunque con mesura, a quien sus editores creían que correspondía, con independencia de su capital político. Solo el Rey Faruq, en la jefatura del Estado, pero bajo ocupación británica (1936-1952), pareció eludir la reprobación del periódico: “Una excepción es el Palacio que, al menos en los últimos años, rara vez ha sido objeto de fuertes críticas de Al-Ahram”. Años más tarde, Gabriel Taqla recibió en manos del monarca el título honorífico de Pasha, por su destacado servicio público. 
La Segunda Guerra Mundial (1939-1945) amenazó la reputación que Al-Ahram se había ganado, con sus más y sus menos, de observador independiente. Las tropas británicas utilizaron Egipto como base de operaciones aliadas, siendo directamente involucrado en el conflicto. En general, hubo una fuerte presión sobre los editores del país, especialmente durante las campañas en el norte de África, para venderse a la propaganda de uno u otro bando. Con todo, y a pesar de que hubo cierta censura por parte de autoridades egipcias y británicas, la prensa local gozó de cierto grado de libertad en esos años.
A la muerte en 1948 de Anton Gumayyil, redactor jefe de Al-Ahram desde 1931 y director desde 1943, cuatro personas, incluida la viuda de Gabriel Taqla, se repartían la propiedad de la empresa, cuyo valor se estimaba entonces entre un millón y un millón y medio de libras egipcias. A finales de 1949, entró también a formar parte de los accionistas el hijo de Gabriel, Beshara Taqla, tras volver de un período de formación en Estados Unidos. En 1950, la tirada de Al-Ahram seguía creciendo, situándose entre los 100.000 y los 120.000 ejemplares, a pesar de que el mercado editorial era cada vez más competitivo. Solo en la capital, había más de 75 publicaciones en lengua árabe. Sin perder su estatus de periódico serio, los editores de Al-Ahram se vieron obligados ocasionalmente a abandonar su habitual tono moderado para no perder cuota de mercado frente a sus competidores.
Hacia el final de la guerra, el nacionalismo egipcio era ya una realidad política en auge. Las hostilidades hacia los británicos, que seguían controlando el país, por un lado, y hacia el rey Faruq, que había demostrado su incompetencia con la derrota egipcia en la guerra árabe-israelí de 1948, por otro, aumentaron tanto entre las filas del ejército como en el pueblo y las clases medias. En este sentido, Al-Ahram se convirtió en portavoz y militante para la independencia de Egipto de los británicos y contra el establecimiento de un estado para los judíos en "suelo árabe”, con agresivos editoriales hacia Rusia, Gran Bretaña y Estados Unidos, por su apoyo al sionismo.
La crisis política y social culminaría el 22 de julio de 1952 con el alzamiento del Movimiento de Oficiales Libres, una organización clandestina fundada en 1949 por Gamal Abdel Nasser junto a otros militares, que se impuso sin demasiada oposición, derrocando al rey Faruq, que se fue al exilio, proclamando la República Árabe de Egipto y acabando con la ocupación británica.

### Control estatal y expansión editorial (1953-2020)
Con la entrada en la década de los 50 y la independencia de los británicos, los gobernantes egipcios se dieron cuenta del poder de los medios de comunicación en la construcción de un liderazgo político y cultural, así como en el control de las masas. Gamal Abdel Nasser constituye un buen ejemplo de ello. Convertido en presidente tras ordenar en noviembre de 1953 el arresto domiciliario de su predecesor Muhammad Naguib, utilizaba los medios para difundir el panarabismo, del que era líder indiscutible, al resto del mundo árabe. 
Al-Ahram no escapó a los intentos de control y quedó bajo influjo del gobierno egipcio cuando en mayo de 1960 el presidente nacionalizó la prensa. Antes, en 1957, Nasser había nombrado editor jefe de Al-Ahram a su amigo, el periodista Mohamed Hassanein Heikal, que se mantuvo en el puesto durante 17 años. Graduado por la prestigiosa Universidad Americana en El Cairo, Heikal devolvió la calidad de producción del periódico, atenuó el tono emocional y sensacionalista que había ganado en los últimos años y convirtió a Al-Ahram en un periódico de referencia para el mundo árabe. El éxito de su columna de los viernes, Bisaraha (Francamente), explicaba el salto en la tirada de 250.000 a 500.000 ejemplares. Si bien el diario pasó a ser la voz semioficial del partido único, la Unión Árabe Socialista, la relación con Nasser permitió a Heikal mantener una línea editorial más abierta, llegando incluso a criticar severamente las detenciones arbitrarias por los servicios de inteligencia y la policía secreta. Tras la muerte de Nasser en 1970, Heikal siguió siendo director de Al-Ahram hasta 1974, cuando las críticas del periódico al presidente Anwar al-Sadat por su manejo de la guerra árabe-israelí de octubre del 73 llevaron a su destitución. Lo sucedió en el cargo el periodista Ali Amin hasta 1976, año en que Al-Ahram alcanzó los 520.000 ejemplares de tirada. Se convirtió así en el segundo diario más leído en Egipto, solo superado por los con 650.000 de Al Akhbar, que habían fundado el propio Ali y su hermano gemelo Mustafá en mayo de 1952.  
Con la Infitah, la política de apertura económica, política -aunque controlada- e internacional que desarrolló Sadat durante su mandato, y que resultó en una vuelta al pluripartidismo (reconocido en la Constitución de 1971), reapareció la prensa partidista. Estas nuevas cabeceras hacían de altavoz de las ideas que el correspondiente partido propugnaba. Entre las más relevantes de aquellos años figuran:
- Al-Ahaly (1978-) publicada por Al-Tagammu, representaba el ala más a la izquierda de las tres facciones en que se dividió la Unión Árabe Socialista, el partido de Nasser, quedando este desintegrado.
- Al-Shaab (1979-) fundada por el Partido Socialista, con el paso de los años, cooptado por el grupo ilegalizado Hermanos Musulmanes. Hoy, es el periódico del Partido Laborista Islámico de Egipto.
- Al-Wafd (1984-) editada por el Nuevo Partido Wafd, de tendencia liberal-democrática, que se restableció en 1983, poco más de 30 años después de ser disuelto con la revolución de 1952.

En esos años, y hasta julio de 2005, Ibrahim Nafie dirigió Al-Ahram. El período de apertura y ligera liberalización acabó con el asesinato del presidente Sadat, el 6 de octubre de 1981. El entonces vicepresidente, Hosni Mubarak, que le sucedió al frente del país, retomó el estado de emergencia que había sido declarado con motivo de la guerra de los Seis Días en 1967. Los poderes de la policía se ampliaron, los derechos constitucionales quedaron suspendidos y la censura fue legalizada. Con todo, aparecieron periódicos independientes en las décadas de 1980 y 1990, e incluso lograron ganar algo de terreno a los principales periódicos del Estado, que se mantuvieron constante leales al gobierno. En este sentido, Al-Ahram obvió en gran medida a los partidos políticos opositores al Partido Nacional Democrático oficialista y no publicó críticas directas al gobierno. La tirada de Al-Ahram en el año 2000 llegó a 1.2 millón de ejemplares. Nafie fue reemplazado por Osama Saraya como redactor jefe en julio de 2005. Bajo Mubarak, el Gobierno egipcio seguía interfiriendo en el funcionamiento de Al-Ahram mediante el control de las rotativas y la designación de editores. Además, estaban prohibidas las críticas al Presidente y las instituciones del Estado, la publicación de “noticias falsas que dañen la reputación y los intereses del país” y la Universidad Al-Azhar, considerada la máxima autoridad del gobierno en materia de religión, también ejercía su influencia sobre la prensa: “la libertad de prensa (…) debe utilizarse de manera responsable y no tocar los fundamentos básicos de la sociedad egipcia, la familia, la religión y la moral”.
Después de casi treinta años de autoritarismo bajo Mubarak: estado de emergencia, brutalidad policial, falta de libertad de opinión, corrupción, pero también de desempleo, inflación y pobres condiciones de vida, decenas de miles de egipcios salieron a las calles a pedir la dimisión del presidente, en enero de 2011. Inspirados por las protestas en Túnez, las manifestaciones se extendieron por todo el país, conduciendo a la salida de Mubarak el 11 de febrero. Con una dirección nombrada por el Estado y leal al presidente Hosni Mubarak, Al-Ahram enmarcó los eventos como “disturbios” y los manifestantes como “violentos”. Su cobertura de la llamada Revolución egipcia varió a lo largo de los 18 días de levantamientos, posicionándose del lado de los revolucionarios durante los últimos días. El periódico acabó pidiendo disculpa a sus lectores, reconociendo haber realizado una “cobertura poco profesional y poco ética” de las multitudinarias manifestaciones. "No escuchamos el atronador mensaje de cambio", decía.
En agosto de 2012,  Abdel Nasser Salama fue nombrado jefe de redacción del periódico por el Consejo de la Shura egipcia. Mohamed Morsi, miembro de los Hermanos Musulmanes, ya estaba al frente del país, habiéndose convertido en el primer presidente de la historia de Egipto elegido democráticamente. Morsi estaría poco tiempo al frente del país. A principios de julio de 2013, apenas un año después de su elección, el militar Abdelfatá al-Sisi, entonces ministro de Defensa, lideró un golpe de Estado, suspendió la Constitución y convocó elecciones. Desde entonces, al-Sisi se ha consolidado en el poder y haciendo de Egipto un país donde las violaciones de derechos humanos están a la orden del día, hasta el punto de que la prensa oficial, incluido Al-Ahram, ha roto su silencio sobre los abusos del régimen: “En las comisarías, quien no muere por torturas, muere asfixiado”, titulaba en sus páginas de sucesos en abril de 2015.
En mayo de 2017, Alaa Thabet renunció a su puesto dentro la Autoridad Nacional de Prensa y pasó a ser el redactor jefe de Al-Ahram, cargo que ocupa en la actualidad.

#### Polémica
Al-Ahram fue objeto de críticas y parodias en medios de todo el mundo en septiembre de 2010, cuando publicó tanto en su edición impresa como digital una foto de las conversaciones de paz entre palestinos e israelíes. La imagen, tomada en la Casa Blanca, mostraba al presidente egipcio Mubarak, abriendo camino seguido del presidente de Estados Unidos, Barack Obama, el primer ministro de Israel, Benjamin Netanyahu, el rey Abdalá de Jordania y Mahmud Abás, líder de la Autoridad Nacional Palestina.
La realidad era que Obama encabezaba el grupo Como reveló el bloguero egipcio Wael Khalil, que detectó la imagen original y la retocada, la silueta de Mubarak había sido recortada y llevada a la primera fila.  
El director del periódico, Abdel Monem Saim, admitió, doce días después de la difusión, el uso de Photoshop para realizar una “composición”, al tiempo que calificó las críticas de “un ataque sin precedentes” al grupo Al-Ahram y al Estado egipcio. Por su parte, el redactor jefe, Osama Saraya, defendió la imagen alterada: “La foto es una verdadera expresión de la importante postura política del presidente Mubarak en la cuestión palestina.”
La controversia surgió, además, cuando el gobierno egipcio, el mismo de los últimos treinta años, se preparaba para las elecciones parlamentarias, en medio de rumores de que el presidente Mubarak, de 82 años, estaba gravemente enfermo y de un notable descenso en el número de escaños.

## Modelo de negocio
Al-Ahram es el buque insignia de la actual casa editora Al-Ahram y su sede está en Bulaq, El Cairo. Además del diario Al-Ahram, el grupo homónimo tiene otras 30 publicaciones entre periódicos, revistas y semanarios, lo que lo convierte en una de las entidades mediáticas y culturales más importantes de Oriente Medio. Desde noviembre de 2010, tiene además una página web de noticias en inglés llamada Ahram Online. 
| Medios de comunicación impresos | Medios de comunicación digitales |
| Al Ahram Al Ahram Al Arabi Al Ahram Al Masai Al Ahram Weekly (inglés) Al Ahram Hebdo (francés) Al Shabab Magazine Al Ahram Al Iktesadi Al Ahram Al Ryadi Al Syasa Al Dawlia Nesf Al Donya, revista semanal dirigida al público femenino. Alaa Al Deen AhwalMasrya Al Dimoqratya Loghat Al Asr Al Bayt The strategic report (árabe) The strategic report (inglés) Al Ahram Strategic File Strategic brochures (árabe) Strategic readings Israeli elections Parliamentary Issues Egyptian chronicles Iranian selections Economic and strategic trends | Ahram Gate Al Ahram Al Masai Al Ahram Weekly (inglés) Al Ahram Hebdo (francés) Al Shabab Magazine Al Ahram Al Iktesadi Al Ahram Al Ryadi Al Syasa Al Dawlia Nesf Al Donya Al Dimoqratya Loghat Al Asr, especializada en tecnología, informática e Internet. |

Al Ahram se ha convertido en todo un conglomerado empresarial. El grupo tiene, además, una agencia de publicidad - Al Ahram Advertising Agency-, una agencia de distribución, una empresa de impresión - Al Ahram Printing House, en Qalyub-, y numerosas instituciones académicas: el Instituto Regional de Periodismo Al Ahram, el Centro Al Ahram de Estudios Políticos y Estratégicos, el Centro Al Ahram de Estudios Económicos y Energéticos, el Centro Al Ahram de Administración y Computación (AMAC, por sus siglas en inglés) e incluso, una universidad privada: la Al Ahram Canadian University.

## Propiedad e influencia gubernamental
Al-Ahram es propiedad del grupo  Al-Ahram, dueño, a su vez, de la mayor imprenta de Egipto y de la red de distribución más amplia del país. Como el resto de agencias y medios impresos, es administrado por el la Autoridad Nacional de los Medios, creado con la nueva Constitución de 2014, en funcionamiento desde 2018. Aunque el documento dice que se trata de un organismo “independiente”, lo cierto es que la mayor parte de sus miembros forma parte del gobierno y los que no lo son, son nombrados por el Ejecutivo. Desde hace décadas, el gobierno egipcio ejerce el control del diario y nombra a sus editores. 
Reporteros Sin Fronteras denuncia que Al-Ahram es “un instrumento del Gobierno y ya ha censurado y confiscado publicaciones, ha impedido que se publiquen, ha detenido la impresión y la distribución”. El Observatorio de Propiedad de los Medios de esta ONG afirma, además, que los medios de comunicación en Egipto se concentran en un puñado de políticos y el Estado, lo que crea un entorno muy cerrado y muy propicio para la censura:
“En general, la transparencia de las estructuras de propiedad de los medios de comunicación y el acceso a los datos también son limitados, sin que ningún propietario esté obligado a mostrar públicamente su afiliación política”.
En 2020, Egipto está en el puesto 166 de libertad de prensa, sobre una clasificación de 180 países. En los últimos años, las principales armas utilizadas por Egipto para controlar los medios de comunicación y amordazar a los periodistas han sido el Consejo Supremo de Regulación de los Medios de Comunicación (SCMR) y el Servicio de Información del Estado (SIS).

## Escritores notables
- Muhammad Abduh (1849-1905) jurista, ulema, activista político y reconocido reformador del Islam.
- Jalil Saadeh (1857-1934) polímata, médico, escritor, activista y periodista libanés nacionalista sirio, recibido por los jedives en Egipto antes de emigrar a Sudamérica.
- Jalil Mutran (1872-1949) reconocido poeta de nacionalidad libanesa y egipcia.
- Mustafá Kamil (1874-1908) abogado, periodista y líder nacionalista egipcio.
- Salama Moussa (1887-1958) notable periodista egipcio de la década de 1920.
- Ali Mustafá Mosharafa Pasha (1898-1950) físico, decano de la Facultad de Ciencias de la Universidad de El Cairo, escribía una columna periódica sobre "los avances en el mundo de la ciencia, atómica y de otro tipo"[3]
- Taha Hussein (1889-1973) el aclamado escritor llegó a decir de Al-Ahram: “el registro de la vida contemporánea”[19]
- Naguib Mahfuz (1911–2006) Premio Nobel de Literatura en 1988.
- Ihsan Abdel Quddous (1919-1990) novelista, escritor y periodista egipcio, fue editor de este diario.
- Yusuf Idris (1927-1991) uno de los más asiduos escritores en Al-Ahram fue este escritor de teatro, novelas y cuentos.
- Edward Said (1935-2003)  profesor de literatura en la Universidad de Columbia, fundador de los estudios poscoloniales.
- Ahdaf Soueif (1950-) novelista, traductora y comentadora política y cultural egipcia.
- Hamid Dabashi (1951-) reconocido escritor, filósofo, crítico literario, historiador y profesor iraní.
- Azmi Bishara (1956-) político y académico árabe-israelí cristiano de origen palestino.